# Carmine De Palma
Carmine De Palma (ur. 27 stycznia 1876 w Bari, zm. 24 sierpnia 1961 tamże) – włoski duchowny, Czcigodny Sługa Boży Kościoła katolckiego. 
Urodzony 27 stycznia 1876 roku w skromnej rodzinie w starym mieście Bari, Don Carmine poświęcił swoje życie służbie innym. Po ukończeniu studiów w Neapolu, gdzie uzyskał dyplomy z literatury i teologii, został wyświęcony na księdza 17 grudnia 1898 r. Jego kariera kościelna obejmowała kluczowe role, w tym kanonika w bazylice San Nicola i asystenta diecezjalnego Akcji Katolickiej.
Jego życie charakteryzowało się nieustannym oddaniem się posłudze, gdzie całą swoją energię poświęcał kierownictwu duchowemu i sprawowaniu sakramentu pojednania. Znany jako „bohater konfesjonału”, ojciec Carmine dotykał życia seminarzystów, księży, biskupów i osób świeckich, oferując pocieszenie i przewodnictwo nawet w ostatnich dniach.
Don Carmine był szczególnie oddany Eucharystii, Maryi Dziewicy, świętemu Mikołajowi i świętemu Benedyktowi. Jego pokora sprawiła, że nie publikował swoich pism, pomimo ich wielkiego bogactwa duchowego i kulturowego. Jednak jego spuścizna żyje dalej poprzez tych, którzy skorzystali z jego opieki duchowej, w tym postaci świętości, takie jak prof. Giovanni Modugno i błogosławiony Eliasz z San Clemente.
W lutym 1961 roku po raz ostatni publicznie przewodniczył eucharystii. Odtąd, z powodu osłabienia, mógł odprawiać Msze św. tylko w swoim pokoju, gdzie nadal służył spowiedzią. Zmarł 24 sierpnia 1961 roku w Bari z powodu niewydolności serca.
5 maja 2020 papież Franciszek podpisał dekret o heroiczności jego cnót. 25 marca 2025 podpisał dekret uznający cud za jego wstawiennictwem, co otwiera drogę do jego beatyfikacji. 